# Ламский павильон
Ламский (Ламской) павильон, павильон для лам, «Фотография» — руинированный памятник архитектуры. Расположен в пейзажной части Александровского парка в Пушкине.
Распоряжение о постройке павильона было отдано в январе 1820 года в связи с тем, что Александру I привезли в подарок из Южной Америки лам. Адам Менелас завершил постройку к 1822 году.
Павильон — комплекс связанных между собой зданий разной высоты. Здания образуют в плане четырёхугольник с внутренним двором, по сторонам которого стояли одноэтажные жилые строения для надсмотрщика и служителей и каменные сараи для лам, кроме того, в комплексе была конюшня, небольшой манеж для животных и фуражный сарай.
В комплекс построек входит трёхъярусная башня (восемь сажен в высоту) с зубчатым парапетом на консолях, обработанная по углам выложенными из кирпича рустами. К ней пристроена галерея на сделанных из камня четырёхгранных столбах с капителями дорического ордера пестумского типа. На росписи внутри башни было изображено «употребление лам перуанцами для работы». Двухэтажная часть здания связана и с башней, и с глухой стеной с флигелем (построенным И. А. Монигетти в 1860 году для фотостудии) на противоположном углу каре. Все здания сделаны из кирпича с расшивкой швов.
В 1907 году в павильоне содержались не ламы, а горные лани, привезённые подполковником Жуковским из южной Монголии.
Павильон был значительно повреждён в Великую Отечественную войну. После войны его приспособили под жилые помещения, которые расселили в 1960-х годах, после чего здание продолжило разрушаться. Первые противоаварийные работы прошли в 2008—2009 годах, в 2017 году прошли работы по консервации.